# Klemens Hengsbach
Klemens Hengsbach (* 16. März 1857 in Köln; † 19. März 1940 ebenda) war ein deutscher sozialdemokratischer Politiker und Reichstagsabgeordneter. 

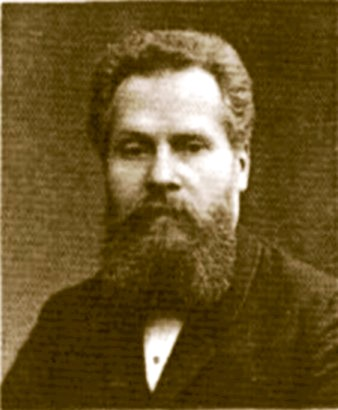
Klemens Hengsbach

## Leben
Nach dem Besuch der Volksschule in Köln erlernte er den Beruf des Tischlers. Von 1876 bis 1881 war er auf seiner Gesellenwanderung in Deutschland und der Schweiz unterwegs; in der Schweiz verbrachte er zwei Jahre. Nach seiner Rückkehr machte er sich in Köln als Tischlermeister selbstständig. Wegen eines Lungenleidens musste er den Beruf aufgeben. Hengsbach gehörte 1882 zu den Mitbegründern des Kölner Tischler-Fachvereins. Dieser wurde später in eine Zahlstelle des Deutschen Holzarbeiterverbandes umgewandelt, der er weiter angehörte. Zwischen 1886 und 1892 war er besoldeter Bevollmächtigter der Hamburger Zentralkasse der Tischler in Köln. Danach wurde er ab 1892 Expedient und 1894 Inseratenvertreter der Rheinischen Zeitung. Diesen Beruf übte er bis 1922 aus.
Im Jahr 1883 trat er in die Sozialistische Arbeiterpartei Deutschlands (1875), die spätere Sozialdemokratische Partei Deutschlands (SPD), ein. Nach dem Ende des Sozialistengesetzes 1890 war er Mitglied im Sozialdemokratischen Verein in Köln. Im Jahr 1893 wurde er Vorsitzender der Partei in Köln-Stadt. Ab 1906 war er Firmenträger der Niederrheinischen Arbeiterzeitung mit Sitz in Duisburg. Er kandidierte 1898 vergeblich für den Reichstag, dem er dann doch von 1907 bis 1912 angehörte. Er vertrat den Wahlkreis Duisburg – Mülheim – Ruhrort. Eine erneute Kandidatur scheiterte. Zwischen 1911 und 1931 gehörte er der zentralen Schiedskommission der Partei an; zwischen 1931 und 1933 war er Vorsitzender dieses Gremiums.